# Невеста и предрассудки
«Неве́ста и предрассу́дки» (англ. Bride & Prejudice) — кинофильм по мотивам романа Джейн Остин «Гордость и предубеждение».

## Сюжет
Сюжет фильма базируется на романе «Гордость и предубеждение» Джейн Остин. Некоторые имена не изменились, другие же изменены на созвучные индийские имена (Элизабет на Лалита). Рассказывается история Лалиты Бакши, молодой и красивой девушки, живущей вместе со своей семьёй и помогающей вести фермерское хозяйство отца. У Лалиты три сестры — Джая, Майя и Лакхи, которых безумно хочет выдать замуж их мама. На свадьбе подруги Лалита знакомится с Уиллом Дарси, богатым американцем, который управляет семейным отельным бизнесом. Дарси прибыл в Амритсар с давним другом Балраджем и его сестрой Киран.
События в фильме примерно параллельны книжным, но перемежаются танцевальными и песенными номерами: Дарси пытается сопротивляться своему влечению к Лалите, которая же считает его высокомерным, надменным, тщеславным и нетерпимым к Индии и её культуре. Ситуацию осложняют болтовня миссис Бакши, вульгарный танец Майи и излишний флирт со стороны Лакхи. Всё это неприятно удивляет Дарси и его друзей и сильно смущает Джаю и Лалиту. Балрадж и Джая быстро влюбляются друг в друга, но активные вмешательства в их отношения отравляют надежды. Лалита знакомится с Джонни Уикхемом, бывшим другом Уилла, и сразу проникается симпатией к нему, однако Дарси не раз высказывает ей своё мнение о Джонни, но не говорит причины своего отношения. К семейству Бакши приезжает родственник, мистер Коли, переехавший в Америку, но вернувшийся в Индию за невестой. Девушки приходят в ужас от манер гостя, и ни одна не желает стать его женой. Однако Коли делает предложение Лалите, от которого она отказывается, а затем сразу предлагает руку и сердце Чандре, подруге Лалиты, которое она принимает.
Семейство Бакши приглашено на свадьбу Чандры, которая будет происходить в Америке. По пути они встречают Дарси, который пытается наладить отношения с Лалитой и изменить её мнение о себе и идёт даже на то, чтобы поменяться местами в самолёте с миссис Бакши. Отношения между ними на самом деле теплеют, и заметно, что девушка начала влюбляться в Уилла. Однако сестра Дарси, Джорджина, раскрывает то, что именно по совету брата Балрадж уехал, оставив отношения с Джаей. Это сильно ранит её, и она убегает. Уилл бросается за ней, но Коли говорит, что вся семья уже улетела в Лондон. Дарси летит следом.
В это же время Лакхи пытается сбежать с Джонни Уикхемом. Дарси и Лалита мирятся, когда он рассказывает девушке причину своего отношения к Уикхему, и вместе ищут Лакхи. Им удаётся это сделать до того, как Джонни смог как-то навредить ей.
Балрадж возвращается и делает предложение Джае. Уже в Индии, на помолвке, Дарси удивляет Лалиту участием в традиционной игре на барабанах, показывая, что учится ценить и понимать индийскую культуру. Заканчивается фильм двойной свадьбой: Балраджа с Джаей и Уилла Дарси с Лалитой.

## В ролях
- Анупам Кхер — мистер Бакши (мистер Беннет)
- Надира Баббар[англ.] — миссис Бакши (миссис Беннет)
- Айшвария Рай — Лалита Бакши (Элизабет Беннет)
- Намрата Широдкар[англ.] — Джая Бакши (Джейн Беннет)
- Мегхна Котари[англ.] — Майя Бакши (Мэри Беннет)
- Пия Рай Чоудхари[англ.] — Лакхи Бакши (Лидия Беннет)
- Нитин Ганатра — мистер Коли (Мистер Коллинз)
- Мартин Хендерсон — Уильям Дарси (Фицуильям Дарси)
- Алексис Бледел — Джорджиана Дарси
- Марша Мейсон — Леди Кэтрин де Бёр
- Джорджина Чапман — Энн де Бёр
- Даниел Гиллис — Джонни Уикхем (Джордж Уикхем)
- Харви Вирди[англ.] — миссис Ламба (Леди Лукас)
- Сонали Кулкарни — Чандра Ламба (Шарлотта Лукас)
- Навин Эндрюс — мистер Балрадж (Мистер Бингли)
- Индира Варма — Киран Балрадж (Кэролайн Бингли)
- Ашанти — камео